# 叶娇
叶娇（1994年10月21日—），四川成都人，中国女子曲棍球运动员，场上位置是守门员。她曾代表中国参加2024年夏季奥林匹克运动会曲棍球比赛，获得一枚银牌。